# Dictyna chandrai
Dictyna chandrai är en spindelart som beskrevs av Benoy Krishna Tikader 1966. Dictyna chandrai ingår i släktet Dictyna och familjen kardarspindlar. Inga underarter finns listade i Catalogue of Life.